# Evgueni Mavrodiev
Evgueni Vladimirovitch Mavrodiev, né en 1955, est un botaniste russe qui exerce à la faculté de biologie de l'université d'État de Moscou, au département de géobotanique. Il est spécialiste des spermatophytes, notamment de la flore de Russie et a décrit plusieurs espèces du genre Typha.

## Quelques publications
- (ru) Distribution d'Eragrostis multicaulis Steud. en Russie. Bulletin de la Société des naturalistes de Moscou, section de biologie 105, 3:  p. 68-69, 2000
- (en) New species of cat-tail (Typha L.) from Caucasus. Feddes Repertorium 110 (1-2): p. 127-132, 1999